# Стелвио Чиприани
Стелвио Чиприани (на италиански: Stelvio Cipriani) е италиански композитор и музикант, известен предимно с музиката си към филми. Завършва Националната консерватория Санта Чечилия и известно време се занимава с поп музика. Среща Дейвид Брубек, с когото за кратко време твори в областта на джаза в САЩ. Когато се завръща, в края на 1950-те, става пианист на известни италиански изпълнители като Рита Павоне. През 1960-те започва да пише музика за филми, по-специално уестърни, а също така и документални филми. Популярност му носи филмът „Венецианска загадка“ (1970).
В България е популярна мелодията му използвана за шапка на криминалната рубрика по БНТ „Студио „Х““. Оригинално музикалната тема е част от италианския филм от 1975 година „Полицията бездейства“ („La polizia sta a guardare“).